# Aleksandr Abusjachmetov
Aleksandr Veniaminovitj Abusjachmetov (ryska: Александр Вениаминович Абушахметов), född 21 juli 1954 i Bisjkek, Kirgiziska SSR, död 10 juni 1996 i Moskva, Ryssland, var en sovjetisk fäktare som tog OS-brons i herrarnas lagtävling i värja i samband med de olympiska fäktningstävlingarna 1980 i Moskva.